# Malcolm Sheperd Knowles
Malcolm Sheperd Knowles (24. března 1913 – 27. listopadu 1997) byl americký teoretik vzdělávání dospělých a andragogiky.

## Život
Knowles sedmnáct let pracoval v terénu a většina jeho práce byla zaměřena na propagaci samotného vzdělávání.
V roce 1929 nastoupil na Harvard, kde jeho návštěva skautingu vyvolala u lidí na škole zájem, a ti ho dovedli k zapojení se do univerzitní organizace věnující se sociální práci. Zdejší kontakty jej zavedly do organizace dobrovolně pracující s migranty v Bostonu, kde věnoval poradenství.
Po dosažení bakalářského stupně vzdělání pracoval jako prodavač punčoch, než se k němu dostala zpráva o agentuře, která zavedla program poskytování pracovních příležitostí pro mladé lidi, kde získal místo vedoucího přes školení – tímto byl poprvé zahrnut do vzdělávání dospělých. Po pěti letech Knowles zjišťuje, že našel své povolání.
V roce 1940 se stal ředitelem vzdělávání dospělých v organizaci YMCA v Bostonu. Otevřel seminář o astronomii pro vzdělávání dospělých, ale začátek byl poněkud rozpačitý, neboť nikomu příliš nevyhovovala forma přednášek a zájem posluchačů postupně klesal, až byl Knowles donucen program zrušit. Knowles se však nevzdal, kontaktoval asociaci amatérských astronomů a s jedním z nich začal pracovat na novém programu. První ze série „nových“ přednášek se uskutečnila přímo na střeše budovy YMCA, účastníci byli požádáni, aby se zadívali na oblohu a řekli učiteli, co je na obloze zaujalo nejvíce. Učitel si dělal poznámky o tom, co skupinu zaujalo a potom je použil ve vyučování, snažil se při tom vyvarovat didaktismu, aby se posluchačům neodcizil. Tato hodina udělala na posluchače obrovský dojem a Knowles tak objevil model efektivního učitele. V této době Knowles stavěl andragogiku jako přesný protipól pedagogiky – toto období lze nazvat jako první v jeho andragogickém myšlení.
V roce 1950 píše Knowles diplomovou práci s názvem „Neformální vzdělávání dospělých“, kde popisuje třináct principů vycházejících z jeho zkušeností, ze kterých následně vytvořil metody, programy a správu vzdělávání dospělých.
V roce 1951 Knowles opouští organizaci YMCA a stává se výkonným ředitelem národní Asociace vzdělávání dospělých v Chicagu, na tuto funkci rezignoval v roce 1959. Zde se začíná Knowlesův pohled na vztah andragogiky a pedagogiky měnit a Knowles přechází do druhého stádia svého myšlení, kde andragogiku považuje za pokračovatelku pedagogiky, tedy po pedagogickém vzdělávání musí u jedince nutně navázat další stupeň vzdělávání a tím je andragogické.
V roce 1959 přijímá nabídku Bostonské univerzity a stává se profesorem vzdělávání dospělých Z této funkce odchází po čtrnácti letech, kdy je kritizován rektorem univerzity pro své adragogické metody za to, že program je vystavěn spíše pro studenty, aby se učili jeden od druhého než od profesorů a že tento demokratický proces je ceněný více než intelektuální disciplína.
V roce 1974 se stává členem fakulty vzdělávání na univerzitě v severní Karolíně.

## Andragogika
Ve svém myšlení byl ovlivněn Johnem Deweyem, Carlem Rogersem a Savičevičem. Andragogika je pro něj uměním a vědou o pomoci dospělým učit se.
Instruktor ve vzdělávání dospělých by se podle něj měl zajímat o zájmy žáků, než se snažit u nich zájem vzbudit a měl by se více snažit o pravý zájem účastníků spíše než o to, co si oni sami (učitelé) myslí, že účastníky zajímá. Učitel je zde v roli facilitátora či usnadňovatele.
Knowles rozlišuje mezi dospělým a zralým dospělým, kde cílem výchovy a vzdělávání dospělých je právě úspěšný proces přetváření dospělého jedince ve zralého dospělého.
Klíčovým termínem v Knowlesově pojetí andragogiky je termín self-directed learning neboli sebeřízené vzdělávání (tento koncept dále rozpracovávají např. Houle či Tough), se kterým jsou spojené následující schopnosti:
- schopnost rozpoznat vlastní vzdělávací potřeby ve světě kompetencí potřebných k naplnění životních rolí
- schopnost vnímat sebe sama objektivně
- schopnost identifikovat lidské, materiální a praktické zdroje využitelné ve vzdělávacím procesu
- schopnost naplánovat si strategii, jež umožní co nejefektivnější využití daných zdrojů
- schopnost dedukce a indukce
- schopnost vyhledávat a získávat informace potřebné ke studiu
- schopnost klást si náročné a zároveň realizovatelné cíle
Následující tabulka popisuje, jak chápe Knowles vztah pedagogiky a andragogiky v prvním období svého andragogického uvažování.
|                             | Pedagogika                                                                                           | Andragogika |
| --------------------------- | --- | --- |
| Student                     | závislý učitel určuje co, kdy a jak je nutné nastudovat a pak toto prověřuje                         | snaha o nezávislost sebeřízení učitel podporuje a povzbuzuje k těmto tendencím                                     |
| Zkušenosti studenta         | ne příliš cenné vyučovací metody jsou didaktické                                                     | bohatý rozvoj pro studium vyučovací metody zahrnují diskuse a řešení problémů                                      |
| Pohotovost/ochota ke studiu | studenti se učí to, co je od nich očekáváno společností studijní plán je standardizován              | studenti se učí to, co potřebují vědět studijní programy jsou připravovány v návaznosti na možnost použití v praxi |
| Motivace                    | vnější                                                                                               | vnitřní |
| Orientace ke studiu         | studijní plán je organizován podle jednotlivých předmětů a na získávání znalostí v těchto předmětech | studijní zkušenost je založena na studiu určitých problémů, učící se jsou zaměřeni na jejich učení                 |

## Kritika teorie
Mezi Knowlesovy kitiky patří např. Kidd, Knoll, Brookfield a další. Kritizovali jej např. za to, že jeho koncept self-directed learning podává, tak jako by se jednalo o empiricky ověřitelný indikátor dospělosti a že tento koncept obsahuje základní prvky dětského vzdělávání.
Brookfield jej kritizoval za jeho důraz na praktickou aplikaci obsahu vzdělávání dospělých , které může směřovat k technologickému výkladu učení, což je podle něj zavádějící, jelikož lidé se učí spíše věci, které jsou užitečné, než ty které jsou zajímavé, což silně ovlivňuje množství učební látky. Brookfield také kritizuje Knowlesův názor, že v pedagogice nemá role zkušenosti význam a v andragogice hraje důležitou roli, oponuje tím, že děti mají sice méně zkušeností, ale neznamená to, že o nich můžeme tvrdit, že nejsou důležité.
Kanadský teoretik vzdělávání dospělých Kidd napadá Knowlese za nekritickou ochotu praktikovat andragogiku v jakémkoliv prostředí.